# Castelo Garleton

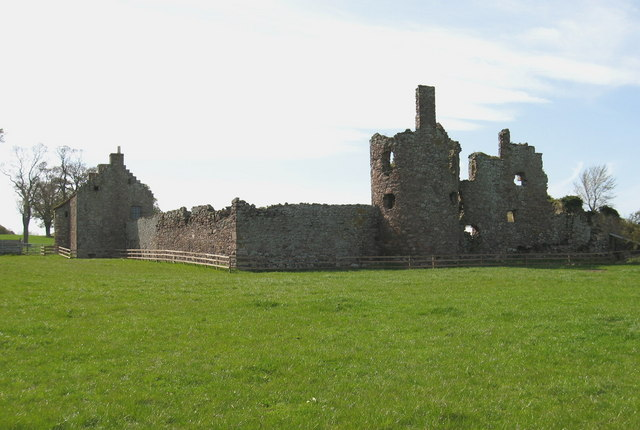
Castelo Garleton, Escócia.

O Castelo Garleton (em inglês:  Garleton Castle) é um castelo atualmente em ruínas localizado em Athelstaneford, East Lothian, Escócia.
Foi construído possivelmente por Seton de Garleton.
Encontra-se classificado na categoria "B" do "listed building" desde 5 de fevereiro de 1971.